# Guy Chamberlin
Berlin Guy Chamberlin (Blue Springs, Nebraska, 16 de enero de 1894 – Lincoln, Nebraska, 4 de abril de 1967), más conocido como Guy Chamberlin, fue un jugador profesional estadounidense de fútbol americano que se desempeñó en la posición de end en la National Football League (NFL). Es miembro del Salón de la Fama del Fútbol Americano Profesional.

## Carrera
Chamberlin jugó como profesional una temporada en Canton Bulldogs (1919), luego pasó por varios equipos, Chicago Bears (1920-1921), después regresó a Canton Bulldogs (1922-1923), Cleveland Bulldogs (1924), Frankford Yellow Jackets (1925-1926), y finalmente a Chicago Cardinals, donde jugó una temporada (1927), y fue el equipo en el que se retiró.

## Reconocimientos
El 12 de septiembre de 1965 fue seleccionado para ser miembro del Salón de la Fama del Fútbol Americano Profesional.